# ItzliItzpapalotl

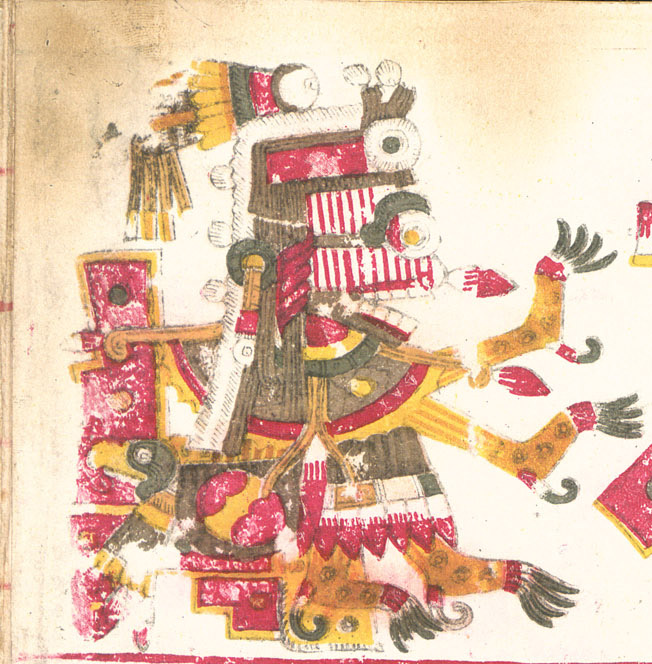
Itzpapalotl

Na mitologia asteca Itzpapalotl (De itzli "obsidiana" e papalotl "mariposa", já que suas asas tinha navalhas de obsidiana) era uma terrível deusa asteca com aparecência de esqueleto, que governava sobre o mundo do paraíso de Tomoachan. Comanda as Tzitzimimeh e é esposa de Mixcoatl. É considerada o arquetipo coletivo de anciã sábia ou bruxa poderosa.
Segundo a lenda Itzpapalotl caiu do céu junto com as Tzitzimimeh e outras criaturas como sapos e escorpiões. Itzpapalotl vestia um manto invisível para que ninguém a pudesse ver. Acreditava-se que ela aparecia maquiada como uma dama da Corte Mexicana, com pó branco e colorido. Seus dedos da mão são garras de jaguar e os dedos dos pés são garras de águia.

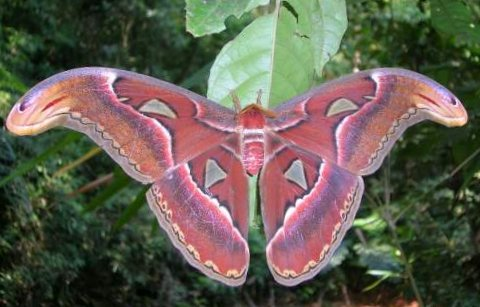
A Mariposa Attacus Atlas associada com a deusa.